# 源内薫
源内 薫は、漫画の原作者兼編集者。本名木宮雅徳（きのみやまさのり、56歳）。和歌山県新宮市出身。東京在住。90年代中期からたまごっち誕生記やレーシングドライバーなどのノンフィクションの原作を手がける。1998年、集英社週刊ヤングジャンプの増刊で漫画家柿本ケンジロウと「代行屋ジョージ」「ゼロワンリカ」で漫画原作者として本格デビューするも個人会社の経営のためにしばらく休筆。
2009年より、原作者の麗王と柿本ケンジロウの３人でデジタル漫画の同人活動をする「CyberComix」を立ち上げ、G2Comixにて、多言語翻訳にてデジタル漫画を全世界に提供し続けている。